# بازسازی سه‌بعدی

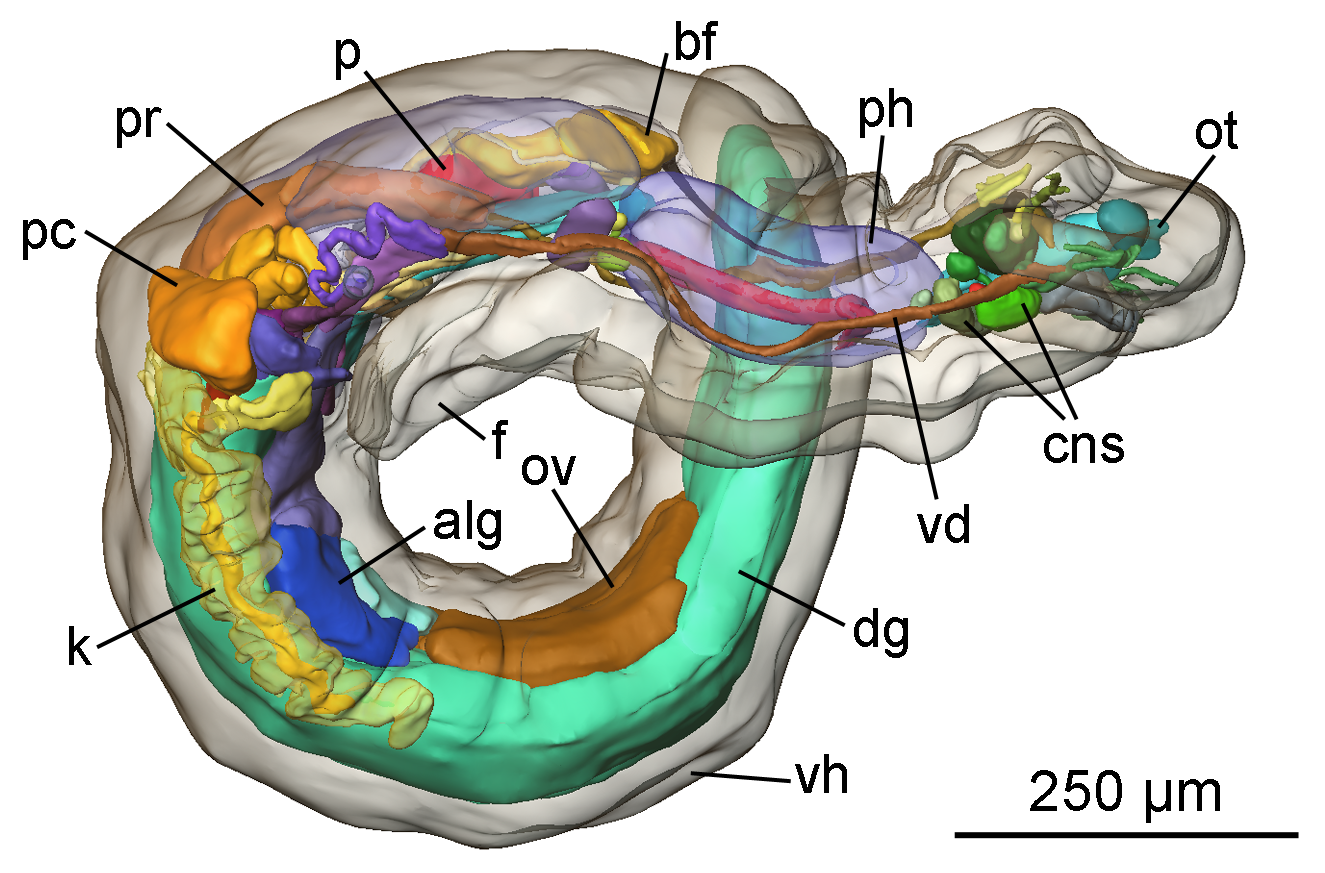
بازسازی سه بعدی آناتومی عمومی نمای سمت راست یک حلزون بی‌صدف کوچک دریایی با نام Pseudunela viatoris.

در بینایی رایانه‌ای و گرافیک رایانه‌ای، بازسازی سه بعدی (به انگلیسی: 3D Reconstruction) فرایند تصویرسازی از شکل اشیای واقعی است. این فرایند را می‌توان با روشهای فعال یا غیرفعال انجام داد. اگر مدل این توانایی را داشته باشد که شکل خود را در بازه زمانی تغییر دهد به آن عنوان بازسازی با فهم پیرامونی-هنگامی گفته می‌شود.

## انگیزه و کاربردها
پژوهش دربارهٔ بازسازی سه‌بعدی همیشه هدف دشواری بوده‌است. با استفاده از بازسازی سه‌بعدی می‌توان الگوی برجستگی سه‌بعدی هر چیزی را یافت و همچنین مختصات سه‌بعدی هر نقطه از این الگوی برجستگی را پیدا کرد. معمولاً بازسازی سه‌بعدی اشیا به‌طور کلی مسئله‌ای علمی و فناوری پایه‌ای در زمینه‌های مختلفی مانند طراحی به کمک یارانه، گرافیک رایانه‌ای، انیمیشن رایانه‌ای، دید رایانه‌ای، تصویربرداری پزشکی، علوم محاسباتی، واقعیت مجازی، رسانه‌های دیجیتال و غیره است. برای نمونه هر گونه ضایعه بیماران خاص می‌تواند به صورت سه‌بعدی بر روی رایانه ارائه شود که رویکرد جدید و دقیقی را در تشخیص بیماری برای ما فراهم می‌کند و از این رو اهمیت بالینی بالایی برای پزشکان دارد. مدل رفورمی ارتفاعی را می‌توان با استفاده از روش‌هایی مانند ارتفاع‌سنجی لیزری یا رادار دهانه ترکیبی بازسازی کرد.